# Odgoj
Odgoj je sistemski nastavom organiziran proces kojim se izgrađuju pozitivne osobine ličnosti, stavovi, pogled na život i svijet, te karakterne i moralne, radne i društvene vrijednosti. U nastavi se ostvaruje dosljednom realizacijom konkretnih odgojnih zadataka. Samoodgoj se ostvaruje vlastitim djelovanjem svakog pojedinca.